# Fronts bâtis
Les fronts bâtis de Loire sont une construction architecturale typique du Val de Loire.
Construits sur une des rives du fleuve ligérien, ces ensembles d'habitations sont le plus souvent proches d'un pont, de levées, de quais, d'une église et d'un port.

## Configuration traditionnelle
Le plus souvent, les fronts bâtis sont la première rangée d'habitations sur une rive de la Loire, formés en ligne droite ou presque droite à la frontière naturelle d'un bourg médiéval. Leur construction est néanmoins plus tardive, les premiers fronts bâtis datant du XVIe siècle. La présence d'un pont et d'une église disqualifie de fait les plus petits villages de la région, généralement trop peu denses pour ce genre d'habitations à plusieurs étages.
L'exemple de Blois-Vienne respecte ainsi tous les critères : les fronts d'après-guerre du quai Villebois-Mareuil se trouvent justement entre le pont Jacques-Gabriel et l'église Saint-Saturnin, sur la levée de la Loire, en bas de laquelle il y avait jadis une grève, juste en face du centre-ville. Du côté du port de la Creusille, ceux du quai Amédée Contant sont d'origine et affichent une architecture moins classique.
La rive gauche d'Amboise est également un excellent exemple, en face de l'île d'Or et avec un château surplombant l'ensemble des constructions.

## Exemples de fronts bâtis
De nombreuses villes du Val de Loire ont été construites sur ce modèle :
- Amboise,
- Tours,
- en Vienne, à Blois, où les fronts ont été reconstruits dans les années 1950[2] après avoir été détruits lors en 1940[3].